# David Ginola
Pour les articles homonymes, voir Ginola.
David Ginola, né le 25 janvier 1967 à Gassin (Var), est un footballeur international et animateur de télévision français.
À 18 ans, il commence son parcours de joueur professionnel au SC Toulon. Il arrive au Matra Racing avant d'intégrer le club breton du Brest Armorique, au début des années 1990. Remarqué par le Paris Saint-Germain, il signe en 1992. Sa carrière prend alors une nouvelle dimension, et l'exposition médiatique qui l'accompagne le révèle au grand public. En 1993, il rafle le titre de meilleur joueur français de l'année. Avec le club parisien, il remporte le championnat de France (1994), deux Coupes de France (1993 et 1995), une Coupe de la Ligue (1995) et atteint les demi-finales de la Coupe d'Europe à trois reprises (1993,1994 et 1995), notamment face au Real Madrid qui lui vaut le surnom d'El Magnifico par la presse espagnole. Sa popularité le conduit sur les plateaux d'émissions télévisées où il est régulièrement invité au milieu des années 1990, à l'instar d'Éric Cantona et Jean-Pierre Papin, autres figures emblématiques de l'époque.
David Ginola poursuit sa carrière en Angleterre où il joue notamment pour Newcastle (1995-1997) et Tottenham (1997-2000). Il remporte en 1999, les titres de Joueur de l'année PFA et de Footballeur de l'année de la FWA.
En sélection nationale, Ginola remporte le Festival international espoirs en 1987 et en 1988. Parallèlement à sa réussite en club, le joueur ne connaît pas le même succès en équipe de France A. Régulièrement appelé par les différents sélectionneurs, son rôle se cantonne à celui de remplaçant. Symbole de la non-qualification au Mondial 1994 à la suite du match perdu contre la Bulgarie, Ginola n'est plus convoqué après 1995.
L'ancien joueur amorce sa reconversion au cinéma et prend des cours d'art dramatique à la Royal Academy of Dramatic Art à Londres. Il parvient à décrocher quelques rôles : Mr Firecul (2004), The Last Drop (2006) et le doublage d'un personnage dans Le Monde de Nemo (2003).
C'est sur le petit écran qu'il réussit sa reconversion. Il devient consultant pour la chaîne anglaise BBC. En 2011, c'est sur la piste de danse de l'émission de TF1 Danse avec les stars qu'il fait son retour sur la scène médiatique française : finaliste de cette première saison, il se classe troisième. De 2013 à 2016, il est consultant pour la chaîne Canal+ et présente Match of ze day. En mai 2016, il rejoint l'équipe de présentateurs de M6 pour commenter les matchs de l'Euro 2016. Il est le présentateur de La France a un incroyable talent de 2016 à 2020 et des prime-time musicaux de M6 depuis 2016.

## Biographie

### Enfance et formation
David Ginola grandit à Sainte-Maxime dans le Var. Sa mère est employée à la Poste et son père ouvrier de chantier naval. Dès son plus jeune âge, David joue au football et il intègre l'OGC Nice. Son idole est la star néerlandaise Johan Cruyff, « le joueur à qui j'ai toujours voulu ressembler » confirme-t-il. Il évolue dans les catégories de jeunes des Aiglons. À partir de ses douze ans, Ginola fréquente la section sport-études de Nice. Au collège la journée, il se hâte de rejoindre les jeunes du centre de formation niçois. Quatre ans plus tard, en 1984, David Ginola n'est pas conservé, s'entendant dire à seize ans qu'il n'est « pas à la hauteur physiquement ».
Repéré par Christian Dalger, Ginola parcourt les 150 kilomètres à seize ans et demi pour effectuer un essai au Sporting Club de Toulon, en tant que juniors première année. Celui-ci est concluant et Ginola signe un contrat aspirant, trop jeune pour s'engager en tant que stagiaire. Plus petit et plus maigre que les autres, le jeune joueur peine à s'imposer dans l'équipe juniors. Mais durant cette première année toulonnaise, il grandit d'une quinzaine de centimètres. Ginola intègre progressivement l'équipe réserve en Division 3 lors de sa première saison toulonnaise en 1984-1985.

### Débuts en première division (1985-1990)

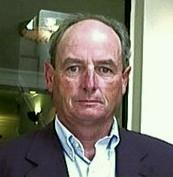
Christian Dalger lance Ginola en première division.

Lors de l'exercice 1985-1986, David Ginola est membre de l'équipe réserve en Division 3 avant de prendre place en équipe première en première division entraînée par Christian Dalger. Le 30 novembre 1985, Dalger le fait débuter en Première division, il n'a pas encore 19 ans. Quelques jours plus tard, il connaît sa première titularisation à Bordeaux face aux Girondins. En seconde partie de saison, alors que le club tente de se maintenir en D1, Ginola participe à presque toutes les rencontres. Le club se maintient lors de l'ultime journée, finissant à la 16e place.
En 1986-1987, Toulon obtient la quinzième place et Ginola connaît son premier exercice plein avec une trentaine d'apparitions. À la fin de cette saison, il participe au Tournoi de Toulon avec les espoirs tricolores. L’équipe de France remporte le trophée et Ginola est élu meilleur joueur,. Lors du tournoi, David Ginola évolue comme meneur de jeu des Bleuets.
En 1987-1988, Ginola est devenu le joueur vedette du SCT. Après avoir débuté sur l'aile droite, il est replacé à gauche par Rolland Courbis. Les Toulonnais décrochent la cinquième place, jusqu'à présent le meilleur classement du Sporting en championnat. En Coupe de France, Toulon se fait éliminer aux tirs au but en seizièmes de finale contre Sète après une longue séance de tirs. L'attaquant inscrit ses quatre premiers buts professionnels lors de cet exercice. Lors du Tournoi de Toulon 1988, Ginola participe au nouveau sacre français en inscrivant cinq buts en quatre matchs dont le dernier en prolongation lors de la finale contre l'Angleterre (4-2). David Zitelli le devance d'une unité au trophée du meilleur buteur.
En 1988, David Ginola s'engage avec le Matra Racing. Il y évolue sous les ordres d'Artur Jorge et aux côtés de Luis Fernandez, qui seront plus tard ses entraîneurs au Paris SG. L'équipe fait un parcours en bas de tableau et ne se sauve de la relégation qu'à la différence de buts aux dépens de Strasbourg. À l'inter-saison, Jean-Luc Lagardère annonce qu'il se désengage du club. Privé de son mécène, le club redevient « Racing Paris 1 » et doit vendre ses principaux joueurs pour assurer son équilibre financier.
L'effectif est amputé de ses éléments-clés et l'équipe composée pour l'essentiel par de jeunes joueurs, parmi lesquels Ginola, que le nouvel entraîneur Henryk Kasperczak a pour mission de maintenir le club en D1. L'équipe termine finalement dix-neuvième et relégable, à un point de la dix-huitième place qualificative pour des barrages occupée par Nice. Malgré ce parcours en championnat, le Racing crée la sensation en coupe de France. Le club parvient en quart de finale et élimine les Girondins de Bordeaux (1-1, 5-4 tab), deuxièmes du championnat. En demi-finale, le Racing élimine l'Olympique de Marseille de Bernard Tapie, champion de France pour la seconde année consécutive et récent demi-finaliste de la coupe d'Europe des clubs champions. Au stade Vélodrome, les Racingmen déjà relégués, reviennent deux fois au score et arrachent la qualification en toute fin de match (2-3). En finale, l'équipe semble décidée à oublier son triste sort et crée un courant de sympathie, qui ne l'empêche pas de perdre face à Montpellier (0-0 ap 2-1), Ginola réduisant le score en prolongation (109e).

### Confirmation au PSG et équipe de France (1990-1995)

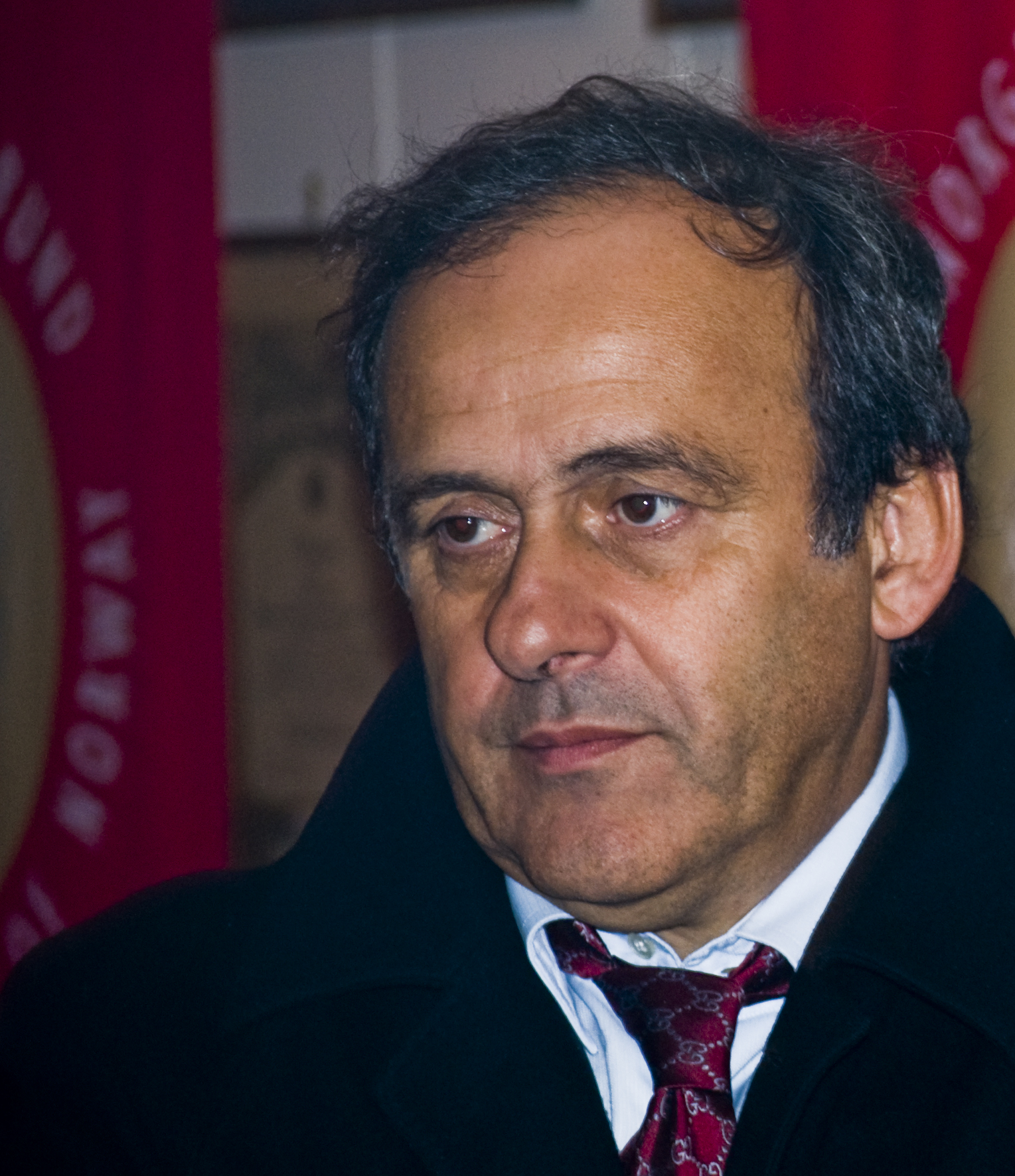
Michel Platini lance Ginola en équipe de France.

Après un début de saison 1990-1991 prometteur avec le Brest Armorique, Ginola est appelé en équipe de France par Michel Platini fin 1990. Il débute le 17 novembre face à l'Albanie et entre en cours de jeu. À Brest, le joueur confirme les espoirs placés en lui, couvé par le président du club breton, François Yvinec. Malgré la 11e place obtenue par les Brestois en D1 1990-1991, le déficit important du club entraîne sa relégation administrative en deuxième division. Le club finit par imploser en décembre 1991. Lors de son dernier match chez le rival guingampais, l'envahissement de la pelouse par les supporters brestois excédés oblige David Ginola à appeler au calme pour que le match puisse reprendre. Le club dépose son bilan, l'équipe professionnelle est dissoute et les joueurs brestois sont libérés. Plusieurs clubs sont sur les rangs pour attirer Ginola. L'Olympique de Marseille est de ceux-là, mais Ginola choisit le Paris Saint-Germain. Il sera de nouveau sollicité par l'OM lorsqu'il évoluera en Angleterre.
C’est précisément face à l’OM qu’il débute sous la tunique parisienne quelques mois plus tard (0-0).

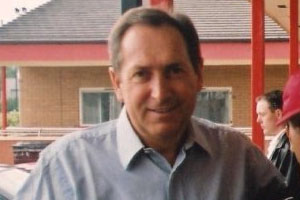
Houllier l'intègre durablement en Bleu mais le tient responsable de la non-qualification au Mondial 1994.

Ginola ne fait sa deuxième apparition avec les Bleus qu'avec l'arrivée de Gérard Houllier, en août 1992 contre le Brésil, puis participe aux éliminatoires de la Coupe du monde 1994. Le 18 mars 1993, le PSG reçoit le Real Madrid en quart de finale de Coupe UEFA. Ginola participe à la victoire historique (4-1 après une défaite 3-1 à l'aller) en marquant le second but d'une demi-volée parfaite sur une remise de Daniel Bravo. David Ginola et son équipe terminent demi-finalistes de cette C3, échouant contre la Juventus Turin. En juin 1993, David Ginola est titulaire et second buteur lors de la victoire 3-0 du PSG contre le FC Nantes en finale de Coupe de France, son premier titre. L'équipe est aussi vice-championne de France.
En automne 1993, irrégulièrement titulaire en équipe de France, ce dont il se plaint dans la presse, Ginola ne rentre qu'en deuxième mi-temps du fameux match France-Bulgarie de novembre 1993. Dans les arrêts de jeu, alors que les Bleus tiennent le match nul synonyme de qualification, Ginola effectue un centre trop long récupéré par les Bulgares qui marquent en contre-attaque et éliminent la France. Désigné comme responsable de la défaite par Gérard Houllier, le sélectionneur déclare que le joueur a commis un « crime contre l'équipe », Ginola devient également la tête de turc préférée des stades français. Pour autant, Ginola est élu Joueur français de l'année par France Football. L'arrivée du nouveau sélectionneur français Aimé Jacquet ne change pas la situation de Ginola, régulièrement appelé en sélection mais souvent cantonné dans un rôle de remplaçant de luxe. Le Paris SG est sacré champion de France, aidé par Ginola meilleur buteur du club avec treize buts, le meilleur total de sa carrière. Il se révèle également sur la scène internationale où le PSG est à nouveau demi-finaliste de Coupe d'Europe, celle des vainqueurs de coupe cette fois-ci. David Ginola reçoit le premier Trophées UNFP du meilleur joueur de la saison. En mai 1994, Ginola et l'équipe de France participent à la Coupe Kirin au Japon. Après une victoire 1-0 contre l'Australie, Ginola marque le dernier but du succès face au pays hôte japonais. Il participe ainsi à la seconde victoire permettant à l'équipe de France de remporter la compétition.
Au début de la saison 1994-1995, Ginola est nommé capitaine par Luis Fernandez. Qualifié pour la C1, David Ginola et le Paris SG perdent à nouveau en demi-finale. Au terme de cet exercice, le PSG réalise le doublé Coupe de France-Coupe de la Ligue. Les relations entre l'attaquant et l'entraîneur s'étant dégradées au cours de la saison, le joueur demande à quitter la capitale.
À l'été 1995, David Ginola est tout proche de s'engager avec le FC Barcelone entraîné par son idole Johan Cruyff. Mais cela se passe quelques mois avant l'arrêt Bosman. Le joueur développe : « Il fallait attendre de faire partir Stoichkov et Hagi et le PSG s'impatientait de ma réponse. (...) Tout était réglé ou presque, mais Cruyff n'a jamais réussi à transférer ces deux joueurs. Mon transfert ne s'est pas fait et ça a été difficile à digérer ». Ginola signe dans le club moins huppé mais ambitieux de Newcastle en Angleterre contre 3,8 M€.
Lors de son passage au Paris SG, Ginola a remporté ses quatre premiers trophées avec le Championnat 1994 et les trois Coupes. En trois saisons et demi, le joueur a participé à 158 matchs officiels pour 44 buts inscrits et 23 passes décisives données. Particulièrement friand de football espagnol, Ginola a livré des matchs d'anthologie, participant à l'élimination du Real Madrid à deux reprises (en 1993 et en 1994) puis du FC Barcelone en 1995. Cela lui valut d'être surnommé El Magnifico par la presse espagnole. En 2022, le magazine So Foot le classe dans le top 1000 des meilleurs joueurs du championnat de France, à la 89e place.

### Renouveau en Angleterre (1995-2000)

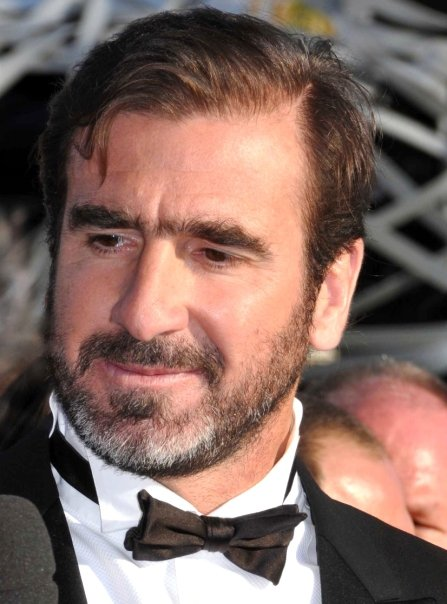
Avec Cantona, Ginola devient la seconde star française en Premier League.

Dès août 1995, Ginola est élu joueur du mois de Premier League. Sous les ordres de Kevin Keegan, il ne tarde pas à devenir l'une des principales attractions du championnat anglais, et vole presque la vedette au King de Manchester United Éric Cantona, l'autre Frenchie du Royaume. Blessé à une cuisse quelques jours avant le Roumanie-France d'octobre 1995 décisif pour la qualification au Championnat d'Europe 1996, Ginola manque le match qui est, pour beaucoup, l'acte de naissance d'un groupe promis à un avenir doré. Fort de cette première saison remarquable, et soutenu par ses supporters, Ginola se prend à espérer un retour en équipe de France pour l'Euro disputé en Angleterre, en vain. Ginola n'est plus jamais appelé en Bleu. Sa carrière internationale s'arrête à seulement dix-sept sélections et trois buts. Cette mise à l'écart du plus médiatique des joueurs français de l'époque avec Cantona, suscite une vive polémique, progressivement éteinte par les bonnes performances des Bleus en son absence. À mi-saison, Newcastle possède une confortable avance sur Manchester mais se fait coiffer au poteau par le club mancunien. Barcelone essaie encore de le recruter par l'intermédiaire de son nouvel entraineur Bobby Robson, mais Keegan s'oppose à toute velléité de départ de sa star.

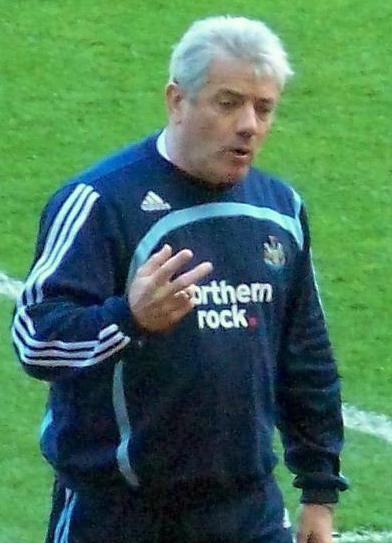
Ginola s'impose en Angleterre sous la direction de Keegan.

En juillet 1996, Ginola fait partie de la sélection mondiale qui défie le Brésil à l'occasion d'un match caritatif en faveur de l'association SOS Villages d'enfants au Giants Stadium de New York (défaite 1-2). Son équipe s'incline lors du Community Shield. Quelques mois plus tard, Kevin Keegan démissionne. Ginola doit composer avec le nouvel entraîneur Kenny Dalglish, lequel ne compte pas sur lui et un transfert à l'Inter Milan est évoqué. L'équipe est à nouveau vice-championne d'Angleterre.
À l'été 1997, Ginola signe finalement pour le Tottenham Hotspur contre 3 M€, une équipe au passé prestigieux mais figurant à ce moment-là au milieu du classement du championnat d'Angleterre. Ce transfert contribue à le faire tomber dans un certain anonymat malgré des performances individuelles et des buts remarqués.
En 1998-1999, son niveau de jeu est tel qu'il est récompensé par le trophée du joueur du mois de Premier League de décembre 1998 puis par un double titre de meilleur joueur de la saison par la presse spécialisée et les autres joueurs. L'équipe remporte la Coupe de la Ligue anglaise. Cette même année, il fait partie de la liste du Ballon d'or 1999. Pour Ginola, c'est l'apothéose, à 32 ans.
À l'été 2000, il n'est plus vraiment en phase avec son entraîneur George Graham, ce qui provoque son départ pour Birmingham et le club d'Aston Villa pour 4,5 M€.

### Fin de carrière anglaise (2000-2002)
En juillet 2000, Ginola rejoint Aston Villa pour un montant de 3 millions de livres sterling. Il remporte la Coupe Intertoto 2001 avec le club. En janvier 2002, il est suspendu pour deux matches et condamné à une amende de 22 000 £ pour avoir frappé un adversaire et avoir contesté son expulsion auprès du quatrième arbitre.
Après deux saisons sans grand relief, il s'engage libre avec Everton FC en février 2002. Il termine sa carrière le 11 mai 2002 à Highbury, face à Arsenal FC.

### Reconversion à la télévision (depuis 2002)

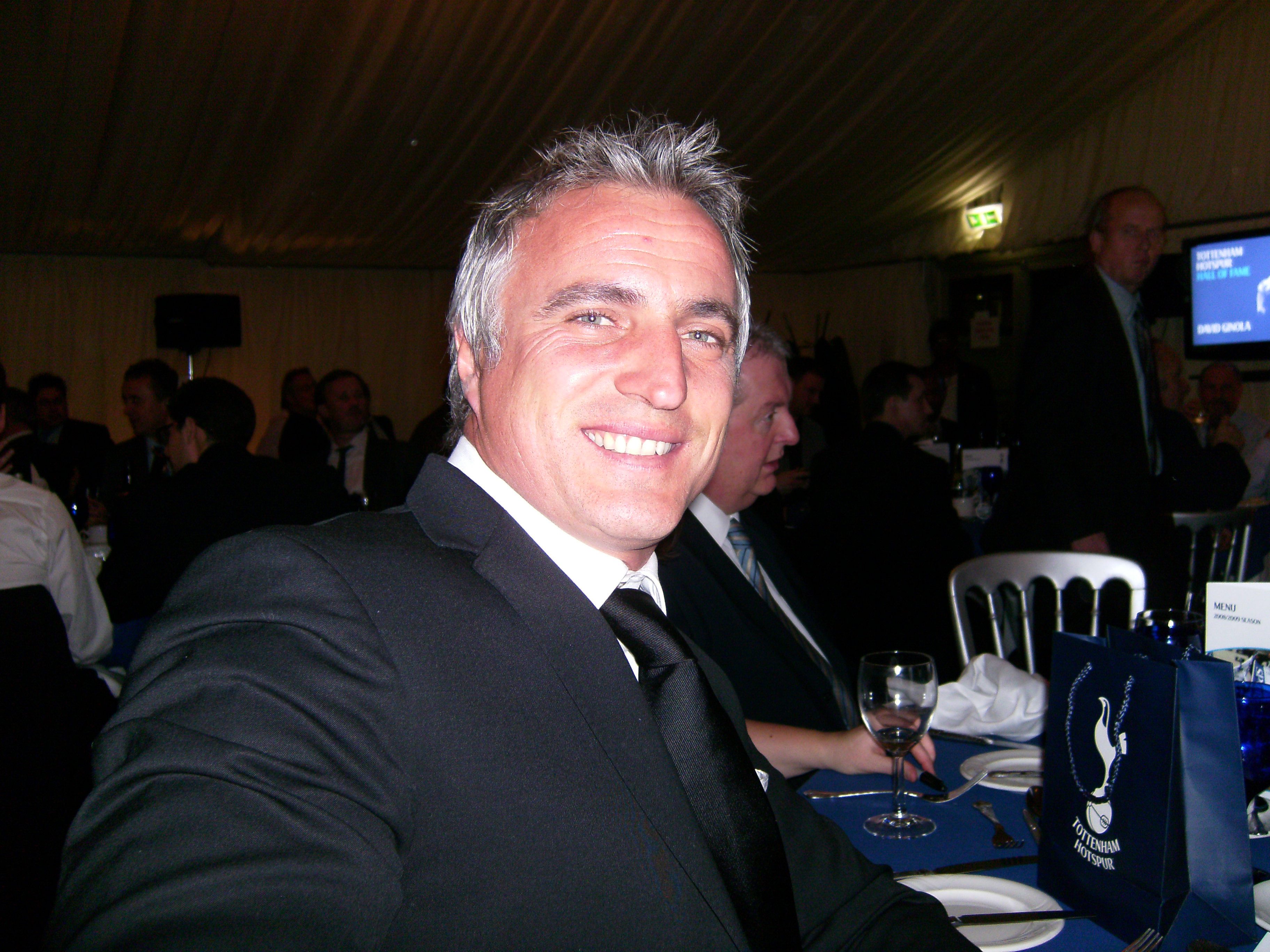
David Ginola en 2008.

David Ginola suit une formation d'acteur à la Royal Academy of Dramatic Art à Londres. Il obtient ensuite son premier rôle dans Mr Firecul, un film de Jade Carmen sorti en 2004, puis un petit rôle dans Opération Matchbox, film de guerre de Colin Teague. Il double la voix de Jacques, la crevette dans le film d'animation Le Monde de Nemo (2003)
Ginola est également administrateur dans une chaîne de télévision consacrée à l'entraînement au football, Foot School TV.
En 2008, il participe à un épisode de la série télévisée américaine Les Feux de l'amour,.
En février-mars 2011, il participe à la première saison de l'émission Danse avec les stars sur TF1, aux côtés de la danseuse Silvia Notargiacomo, et termine troisième de la compétition.
En 2013, il est co-présentateur d'une émission de football sur la radio anglaise talkSPORT, le mercredi matin.
De novembre 2013 à mai 2016, il est consultant pour Canal+ et présente l'émission sur le football anglais Match of ze day,,.
Le 16 janvier 2015, Ginola est officiellement candidat à la présidence de la FIFA dont l'élection doit avoir lieu en mai. Il est soutenu par le site de paris sportifs irlandais Paddy Power, qui selon les tabloïds britanniques lui aurait versé environ 327 000 €. Mais, deux semaines plus tard, il retire sa candidature, faute d'avoir reçu le soutien de cinq fédérations nationales.
En mai 2016, David Ginola est recruté par M6 afin de co-présenter une émission d'après match pendant l'Euro 2016 disputé en France. En octobre de la même année, il accepte de présenter la onzième saison de La France a un incroyable talent,. Il devient alors l'incarnation des programmes de la chaîne en animant de nombreux prime-time. Mais il est remercié en 2020 par M6 pour La France a un incroyable talent. Un cadre de la chaîne explique que ses exigences financières ont pesé dans la balance et qu'il était « devenu hors de prix ».
En 2017, il accepte de participer à une émission anniversaire : 40 ans du Puy du Fou : Les animateurs font le spectacle. Il y joue un gladiateur dans le spectacle Le Signe du Triomphe. Au mois de décembre, il présente la 62e édition du Ballon d'or sur la chaîne L'Équipe. L'ancien international français commente sa nomination : « C’est une immense fierté de présenter cette soirée de prestige. […] En 1999, alors que je portais le maillot de Tottenham, j’ai eu le privilège de faire partie des nommés pour le Ballon d’Or. Pour tout footballeur, le remporter est la récompense ultime, celle qui fait d’un grand joueur un joueur d'exception ».
Pendant cinq semaines, en juillet et août 2018, il co-anime en première partie de soirée avec Éric Antoine le télé-crochet Audition secrète. Après un bon démarrage, l'audience du divertissement diminue sensiblement. À compter de septembre 2018, il présente le samedi sur M6 à 18h40 le magazine French in the City qui permet de découvrir des villes mythiques à travers l'œil de Français qui y vivent. En raison d'audiences insatisfaisantes, l'émission est déprogrammée et le dernier numéro est diffusé le 20 octobre. Il est également le présentateur de 100 % foot sur la même chaîne.
Le 3 décembre 2018, pour la seconde fois, Ginola présente la 63e édition du Ballon d'or sur la chaîne L'Équipe, qui se déroule au Grand Palais de Paris.
D'avril à juin 2024, il fait partie du jury de l'émission Au micro ! sur Canal+, télé-crochet pour découvrir la nouvelle voix de la chaîne, qui commentera les matchs de football.

## Style de joueur: ailier technique
David Ginola évolue comme ailier gauche. Il est réputé pour sa technique et sa vivacité au-dessus de la moyenne. L'entraîneur qui le lance en première division à Toulon Christian Dalger le présente en 1987 comme un « footballeur moderne » avec pour qualités principales « qualités physiques, une technique aiguisée, un bon jeu de tête, une frappe de balle efficace et une polyvalence certaine ». Dalger le fait débuter sur l'aile droite en tant que milieu offensif. Lorsqu'il prend en main l'équipe en 1986, Rolland Courbis le replace à gauche et ajoute qu'« il a une force de pénétration et une capacité à passer son adversaire direct qui sont fort intéressantes ».
Si personne ne conteste les qualités techniques de Ginola, on lui reproche un certain individualisme sur et hors du terrain qu'il ne parvient pas à gommer durant sa carrière. En 2015, son ex-coéquipier au PSG Vincent Guérin raconte une scène dans les vestiaires : « J’étais irrité par son attitude, son manque de replacement, son peu de reconnaissance pour le travail des autres. Il fallait que ça sorte. Je voulais qu’il soit moins dans l’individualisme, pour moi comme pour l’équipe. Sinon, je ne lui passais plus le ballon. Il a été surpris, mais après, c’est allé beaucoup mieux ».

## Statistiques

### Générales par saison
Ce tableau présente les statistiques de David Ginola par saison,.
| Saison                | Club                  | Championnat           | Championnat | Championnat | Coupe nationale | Coupe nationale | Coupe de la Ligue | Coupe de la Ligue | Supercoupe | Supercoupe | Compétition(s) continentale(s) | Compétition(s) continentale(s) | Compétition(s) continentale(s) | France | France | Total | Total |
| Saison                | Club                  | Division              | M.          | B.          | M.              | B.              | M.                | B.                | M.         | B.         | Comp.                          | M.                             | B.                             | M.     | B.     | M.    | B.    |
| 1983-1984             | OGC Nice rés.         | Division 3            | 1           | 0           | -               | -               | -                 | -                 | -          | -          | -                              | -                              | -                              | -      | -      | 1     | 0     |
| Sous-total            | Sous-total            | Sous-total            | 1           | 0           | -               | -               | -                 | -                 | -          | -          | -                              | -                              | -                              | -      | -      | 1     | 0     |
| 1984-1985             | SC Toulon Var rés.    | Division 3            | 8           | 0           | -               | -               | -                 | -                 | -          | -          | -                              | -                              | -                              | -      | -      | 8     | 0     |
| 1985-1986             | SC Toulon Var rés.    | Division 3            | 14          | 2           | -               | -               | -                 | -                 | -          | -          | -                              | -                              | -                              | -      | -      | 14    | 2     |
| Sous-total            | Sous-total            | Sous-total            | 22          | 2           | -               | -               | -                 | -                 | -          | -          | -                              | -                              | -                              | -      | -      | 22    | 2     |
| 1985-1986             | SC Toulon Var         | Division 1            | 14          | 0           | -               | -               | -                 | -                 | -          | -          | -                              | -                              | -                              | -      | -      | 14    | 0     |
| 1986-1987             | SC Toulon Var         | Division 1            | 35          | 0           | 1               | 0               | -                 | -                 | -          | -          | -                              | -                              | -                              | -      | -      | 36    | 0     |
| 1987-1988             | SC Toulon Var         | Division 1            | 33          | 4           | 3               | 1               | -                 | -                 | -          | -          | -                              | -                              | -                              | -      | -      | 36    | 5     |
| Sous-total            | Sous-total            | Sous-total            | 83          | 4           | 4               | 1               | -                 | -                 | -          | -          | -                              | -                              | -                              | -      | -      | 87    | 5     |
| 1988-1989             | Matra Racing          | Division 1            | 29          | 7           | 2               | 1               | -                 | -                 | -          | -          | -                              | -                              | -                              | -      | -      | 31    | 8     |
| 1989-1990             | Racing Paris 1        | Division 1            | 32          | 1           | 6               | 1               | -                 | -                 | -          | -          | -                              | -                              | -                              | -      | -      | 38    | 2     |
| Sous-total            | Sous-total            | Sous-total            | 61          | 8           | 8               | 2               | -                 | -                 | -          | -          | -                              | -                              | -                              | -      | -      | 69    | 10    |
| 1990-1991             | Brest Armorique FC    | Division 1            | 33          | 6           | 3               | 1               | -                 | -                 | -          | -          | -                              | -                              | -                              | 1      | 0      | 37    | 7     |
| 1991                  | Brest Armorique FC    | Division 2            | 17          | 8           | -               | -               | -                 | -                 | -          | -          | -                              | -                              | -                              | -      | -      | 17    | 8     |
| Sous-total            | Sous-total            | Sous-total            | 50          | 14          | 3               | 1               | -                 | -                 | -          | -          | -                              | -                              | -                              | 1      | 0      | 54    | 15    |
| 1992                  | Paris SG              | Division 1            | 15          | 3           | 2               | 1               | -                 | -                 | -          | -          | -                              | -                              | -                              | -      | -      | 17    | 4     |
| 1992-1993             | Paris SG              | Division 1            | 34          | 6           | 6               | 2               | -                 | -                 | -          | -          | C3                             | 9                              | 2                              | 4      | 0      | 53    | 10    |
| 1993-1994             | Paris SG              | Division 1            | 38          | 13          | 3               | 3               | -                 | -                 | -          | -          | C2                             | 8                              | 2                              | 6      | 2      | 55    | 20    |
| 1994-1995             | Paris SG              | Division 1            | 28          | 11          | 2               | 0               | 3                 | 0                 | -          | -          | C1                             | 10                             | 1                              | 4      | 1      | 47    | 13    |
| Sous-total            | Sous-total            | Sous-total            | 115         | 33          | 13              | 6               | 3                 | 0                 | -          | -          | -                              | 27                             | 5                              | 14     | 3      | 172   | 47    |
| 1995-1996             | Newcastle United      | Premier League        | 34          | 5           | 2               | 0               | 4                 | 0                 | -          | -          | -                              | -                              | -                              | 2      | 0      | 42    | 5     |
| 1996-1997             | Newcastle United      | Premier League        | 24          | 1           | 2               | 0               | 2                 | 0                 | 1          | 0          | C3                             | 7                              | 1                              | -      | -      | 36    | 2     |
| Sous-total            | Sous-total            | Sous-total            | 58          | 6           | 4               | 0               | 6                 | 0                 | 1          | 0          | -                              | 7                              | 1                              | 2      | 0      | 78    | 7     |
| 1997-1998             | Tottenham Hotspur     | Premier League        | 34          | 6           | 3               | 1               | 3                 | 2                 | -          | -          | -                              | -                              | -                              | -      | -      | 40    | 9     |
| 1998-1999             | Tottenham Hotspur     | Premier League        | 30          | 3           | 6               | 3               | 8                 | 1                 | -          | -          | -                              | -                              | -                              | -      | -      | 44    | 7     |
| 1999-2000             | Tottenham Hotspur     | Premier League        | 36          | 4           | 2               | 1               | 2                 | 1                 | -          | -          | C3                             | 3                              | 0                              | -      | -      | 43    | 6     |
| Sous-total            | Sous-total            | Sous-total            | 100         | 13          | 11              | 5               | 13                | 4                 | -          | -          | -                              | 3                              | 0                              | -      | -      | 127   | 22    |
| 2000-2001             | Aston Villa           | Premier League        | 27          | 3           | 1               | 0               | -                 | -                 | -          | -          | -                              | -                              | -                              | -      | -      | 28    | 3     |
| 2001-2002             | Aston Villa           | Premier League        | 5           | 0           | -               | -               | 2                 | 0                 | -          | -          | C3                             | 6                              | 2                              | -      | -      | 13    | 2     |
| Sous-total            | Sous-total            | Sous-total            | 32          | 3           | 1               | 0               | 2                 | 0                 | -          | -          | -                              | 6                              | 2                              | -      | -      | 41    | 5     |
| 2002                  | Everton FC            | Premier League        | 5           | 0           | 2               | 0               | -                 | -                 | -          | -          | -                              | -                              | -                              | -      | -      | 7     | 0     |
| Total sur la carrière | Total sur la carrière | Total sur la carrière | 527         | 83          | 46              | 15              | 24                | 4                 | 1          | 0          | -                              | 43                             | 8                              | 17     | 3      | 658   | 113   |

### Sélections internationales
| #  | Date        | Compétition        | Domicile  | Score  | Extérieur   | Note        |
| -- | ----------- | ------------------ | --------- | ------ | ----------- | ----------- |
| 1  | 17/11/90    | élim. Euro 1992    | Albanie   | 0 - 1  | France      |             |
| 2  | 09/09/92    | élim. Mondial 1994 | Bulgarie  | 2 - 0  | France      | Averti      |
|    | 17/02/93    | élim. Mondial 1994 | Israël    | 0 - 4  | France      | Averti      |
|    | 28/04/93    | élim. Mondial 1994 | France    | 2 - 1  | Suède       |             |
|    | 13/10/93    | élim. Mondial 1994 | France    | 2 - 3  | Israël      | But inscrit |
|    | 17/11/93    | élim. Mondial 1994 | France    | 1 - 2  | Bulgarie    |             |
|    | 26 mai 1994 | Coupe Kirin 1994   | Australie | 0-1    | France      | 74e         |
|    | 29 mai 1994 | Coupe Kirin 1994   | Japon     | 1-4    | France      | 56e, 71e    |
|    | 07/09/94    | élim. Euro 1996    | Slovaquie | 0 - 0  | France      |             |
|    | 29/03/95    | élim. Euro 1996    | Israël    | 0 - 0  | France      |             |
|    | 26/04/95    | élim. Euro 1996    | France    | 4 - 0  | Slovaquie   | But inscrit |
|    | 16/08/95    | élim. Euro 1996    | France    | 1 - 1  | Pologne     |             |
| 17 | 06/09/95    | élim. Euro 1996    | France    | 10 - 0 | Azerbaïdjan |             |

### Buts internationaux
| # | Date            | Lieu                          | Adversaire | Score | Résultats | Compétitions                            |
| - | --------------- | ----------------------------- | ---------- | ----- | --------- | --------------------------------------- |
| 1 | 13 octobre 1993 | Parc des Princes, Paris       | Israël     | 2-1   | 2-3       | Éliminatoires de la Coupe du monde 1994 |
| 2 | 29 mai 1994     | Stade olympique, Tokyo        | Japon      | 4-0   | 4-1       | Coupe Kirin 1994                        |
| 3 | 26 avril 1995   | Stade de la Beaujoire, Nantes | Slovaquie  | 2-0   | 4-0       | Éliminatoires Euro 1996                 |

## Palmarès

### En club
- avec le Matra Racing de Paris
  - Finaliste de la Coupe de France en 1990

- avec le Paris Saint-Germain
  - Champion de France en 1994
  - Vainqueur de la Coupe de France en 1993 et 1995
  - Vainqueur de la Coupe de la Ligue en 1995
  - Vice-champion de France en 1993

- avec Newcastle
  - Vice-champion d'Angleterre en 1996 et 1997
  - Finaliste du Community Shield en 1996

- avec Tottenham
  - Vainqueur de la Coupe de la Ligue en 1999

- avec Aston Villa
  - Vainqueur de la Coupe Intertoto en 2001

- autres titres mineurs :
  - Vainqueur du Tournoi de Paris en 1992 et 1993 (Paris Saint-Germain)
  - Vainqueur du Tournoi International de Sedan en 1992 (Paris Saint-Germain)

### En sélection
- Vainqueur du Festival international espoirs en 1987 et en 1988
- Vainqueur de la Coupe Kirin en 1994.

## Distinctions personnelles et records
- Meilleur joueur du Festival international espoirs en 1987
- Joueur le plus élégant du Festival international espoirs en 1987
- Joueur français de l'année France Football en 1993
- Meilleur joueur de Division 1 en 1994 aux Trophées UNFP
- Meilleur buteur de la Coupe Kirin en 1994 (1 but)
- Élu Joueur du mois de Premier League en août 1995 et décembre 1998
- Élu Joueur de l'année 1998 par les supporters de Tottenham.
- Membre de l'équipe type de Premier League en 1996 et 1999.
- Élu Joueur de l'année PFA en 1999
- Élu Footballeur de l'année de la FWA en 1999
- Nommé au Hall of Fame du Paris Saint-Germain en 2017
- Membre de l'équipe de l'année IFFHS avec le Paris Saint-Germain en 1994
- Membre de l'équipe du Paris Saint Germain qui remporte la Coupe de France sans encaisser le moindre but durant tout son parcours en 1993
- Membre de l'équipe de France qui remporte tous les matchs des Éliminatoires du Championnat d'Europe de football 1992 (une première en Europe)
- Membre de l'équipe de France qui dispute 30 matchs sans défaite (entre février 1994 et octobre 1996)

## Télévision

### Animateur et consultant
- 2009 : 100 stars les plus sexy de l'année 2009 sur Jimmy et NRJ12
- 2013 - 2016 : Match of Ze day (Canal+) : consultant et présentateur
- 2016 : Euro 2016 (M6) : consultant
- 2016 - 2020 : La France a un incroyable talent (M6) : animateur
- 2017 : Les 50 chansons préférées des Français (M6)
- 2017 : 30 ans de musique sur M6 (M6)
- 2017 : M. Pokora & Friends (M6)
- 2017 : Les Kids United fêtent Noël (M6)
- 2017 : Cérémonie du Ballon d'or France Football 2017 (L'Équipe) : présentateur
- 2018 : Audition secrète : Qui deviendra une star sans le savoir ? avec Éric Antoine (M6)
- 2018 : Summer Party : Les 50 plus grandes chansons de vos vacances (M6)
- 2018 : French in the City (M6) : présentateur
- 2018 : 100 % foot (M6) : présentateur
- 2018 : Cérémonie du Ballon d'or France Football 2018 (L'Équipe) : présentateur
- 2018 : M6 Music fête ses 20 ans (M6)
- 2018 : 30 ans de musique sur M6 (M6)
- 2019 : Les 30 meilleurs tubes des années 80
- 2019 : Tirage au sort de l'UEFA Euro 2020 sur W9 avec Carine Galli
- 2020 : La France a un incroyable talent : les 25 moments inoubliables (M6)
- 2023 : Canal Champions Club (Canal +)
- 2024 : Au micro ! sur Canal+ : membre du jury

### Participations
- 2009 : Stars of Poker sur Canal +
- 2011 : Danse avec les stars sur TF1
- 2017 : 40 ans du Puy du Fou : Les animateurs font le spectacle sur M6
- 2018 : Top Chef sur M6
- 2021 : I'm a Celebrity... Get Me Out of Here! (Royaume-Uni, saison 21) sur ITV

## Radio
- 2013 : talkSPORT : consultant

## Filmographie
- 2003 : Le Monde de Nemo (Finding Nemo) d'Andrew Stanton et Lee Unkrich : Jacques, une crevette nettoyeuse (voix française)
- 2006 : Opération Matchbox (The Last Drop) de Colin Teague
- 2008 : Les Feux de l'amour (The Young and the Restless) - épisode 9019 : Alexandre
- 2024 : Quatre Zéros de Fabien Onteniente : Mickael Silva

## Vie privée
Il s'est marié avec Coraline Delpin en 1991. Ensemble, ils ont eu deux enfants : Andréa (né en 1991) et Carla (née en 1994). Le couple est divorcé depuis le mois de mars 2016 après vingt-cinq ans de mariage. Sa fille Carla Ginola participe en 2018 à la 9e saison de Danse avec les stars.
En 1998, il devient ambassadeur de la Croix rouge française pour sa campagne d'interdiction des mines antipersonnel en remplacement de la princesse Diana. La même année il monte les marches du Festival de Cannes en compagnie des top models Claudia Schiffer et Kate Moss, tous sont ambassadeurs de la marque L'Oréal.
En 2003, il crée l'association "Pour le renouveau de la forêt de Sainte-Maxime" après les incendies qui ont ravagé les forêts du sud de la France et de cette région en particulier.
En 2007, il apporte son soutien à Nicolas Sarkozy pour l'élection présidentielle.
En 2010, il porte plainte contre son ancien sélectionneur Gérard Houllier à la suite de propos qu'il juge diffamants dans un livre publié par ce dernier.
En 2011, David Ginola endosse les couleurs de Manchester United FC aux côtés d'anciennes stars telles que Fabien Barthez à l'occasion d'un match de bienfaisance contre l'OM organisé à Monaco par Pascal Olmeta en faveur des enfants handicapés. Il reste sur le terrain dix-sept minutes et laisse sa place au chanteur M. Pokora.
David Ginola est également un joueur de golf chevronné, classé avec un handicap de 5.1. Il a parrainé en 2012 « Les Balles blanches », un tournoi de golf caritatif pour enfants hospitalisés.
En février 2014, il figure sur une liste divers-droite menée par Thierry Gobino pour l'élection municipale de Sainte-Maxime. Cette liste n'est pas élue.
Le 19 mai 2016, il est victime d'un malaise cardiaque survenu durant un match de football à Mandelieu. Le handballeur Olivier Girault, le chanteur M.Pokora et le footballeur Frédéric Mendy ainsi que le skieur Sébastien Amiez prodiguent les premiers soins en attendant l'arrivée des pompiers. Hospitalisé d'urgence, il subit un quadruple pontage au centre hospitalier de Monaco. Il ressort de cette épreuve sans aucune séquelle et présente une émission à la télévision moins d'un mois après son opération.
Depuis décembre 2016, il est en couple avec le mannequin Maeva Denat de vingt-deux ans sa cadette. Le 20 février 2018, Maeva donne naissance au premier enfant du couple, une fille nommée Ever,.